# 바꿔치기
바꿔치기 또는 교환은 생사 문제가 일어나 자신의 말과 상대의 말 사이에 발생하는 일련의 싸움이며, 상대방에게 이익을 주고 자신의 실리를 챙기는 '물물교환'이다. 상대에게 일정한 것을 주는 대신 자신도 소정의 대가를 얻는 전법이며, 패도 교환의 일종이다.